# زامبون
زامبون (انگلیسی: Zambon) شرکت داروسازی ایتالیایی است، که در سال ۱۹۰۶ تأسیس شد.